# DeepDotWeb
DeepDotWeb foi um site de notícias dedicado a eventos de dentro e ao redor da dark web, com entrevistas e análises sobre os mercados da darknet, serviços ocultos, ações legais, privacidade, bitcoin e notícias relacionadas. O site foi apreendido em 7 de maio de 2019 durante uma investigação sobre o modelo de marketing de afiliados dos proprietários, no qual eles recebiam dinheiro para publicar links para determinados mercados da darknet. Em maio de 2015, a McAfee cobriu um ransomware gratuito como serviço chamado 'Tox' hospedado em algum lugar da dark web cujos desenvolvedores deram uma entrevista ao DeepDotWeb.
A cobertura incluiu apreensões de drogas no mercado darknet, crowdfunding de pedófilos, os detalhes de invasão de mercados da darknet, bem como a diversificação de mercados como o TheRealDeal que vende exploits de softwares.
Os recursos do site incluiam mercados na lista negra, comparações e análises. 

## Apreensão do domínio
Em 7 de maio de 2019, o deepdotweb.com e seu domínio .onion foram redirecionados para um aviso de apreensão de domínio. O aviso foi apresentado pelo FBI e exibiu em destaque os logotipos da EUROPOL e de várias agências de aplicação da lei afiliadas, incluindo a Polícia Federal, a Agência Nacional de Crimes Britânica e a Bundeskriminalamt alemã. A polícia israelense alegou que os proprietários do DeepDotWeb estavam recebendo bitcoins em troca de links para sites do mercado negro na deep web.
O site foi parcialmente sucedido por um fórum de discussão da dark web chamado Dread.